# 奧斯珀 (伊利諾伊州)
奧斯珀（英語：Ospur）是位於美國伊利諾伊州德威特縣的一個非建制地區。該地的面積和人口皆未知。

## 地理
奧斯珀的座標為40°05′19″N 88°57′19″W / 40.08861°N 88.95528°W，而該地的平均海拔高度為221米（即725英尺）。